# Hitchcock Heights
Hitchcock Heights är en kulle i Antarktis. Den ligger i Västantarktis. Argentina, Chile och Storbritannien gör anspråk på området. Toppen på Hitchcock Heights är 1 800 meter över havet.
Terrängen runt Hitchcock Heights är bergig norrut, men söderut är den kuperad.  Trakten är obefolkad. Det finns inga samhällen i närheten.